# Almenara, Minas Gerais
Almenara este un oraș din unitatea federativă Minas Gerais, Brazilia.